# A House Cat
A House Catè un brano musicale di Megumi Hayashibara, scritto da Sato Hidetoshi e dalla stessa Hayashibara, e pubblicato come singolo il 4 settembre 1998 dalla Starchild Records. Il brano è stato incluso nell'album della Hayashibara Center Color e nella raccolta Vintage S. Il singolo raggiunse la sesta posizione della classifica settimanale Oricon, e rimase in classifica per sei settimane. A House Cat è stato utilizzato come sigla d'apertura della serie anime OAV Nuku Nuku Dash, in cui la Hayashibara doppia il personaggio di Nuku Nuku, protagonista della serie. Il lato B del singolo, intitolato Shiawase wa Chiisa na Tsumikasane è invece la sigla di chiusura della stessa serie.

## Tracce
CD singolo KIDA-165
1. A HOUSE CAT
2. Shiawase wa Chiisa na Tsumikasane (幸せは小さなつみかさね)
3. A HOUSE CAT (Off Vocal Version)
4. Shiawase wa Chiisa na Tsumikasane (Off Vocal Version)

Durata totale: 18:44

## Classifiche
| Classifica (1998)                        | Posizione più alta |
| ---------------------------------------- | ------------------ |
| Giappone (Classifica settimanale Oricon) | 6                  |